# Tawhitia pentadactylus
Tawhitia pentadactylus là một loài bướm đêm trong họ Crambidae.